# 태그드
태그드(Tagged)는 2004년부터 운영된 소셜 네트워킹 서비스 (SNS)이다.